# ناکرو

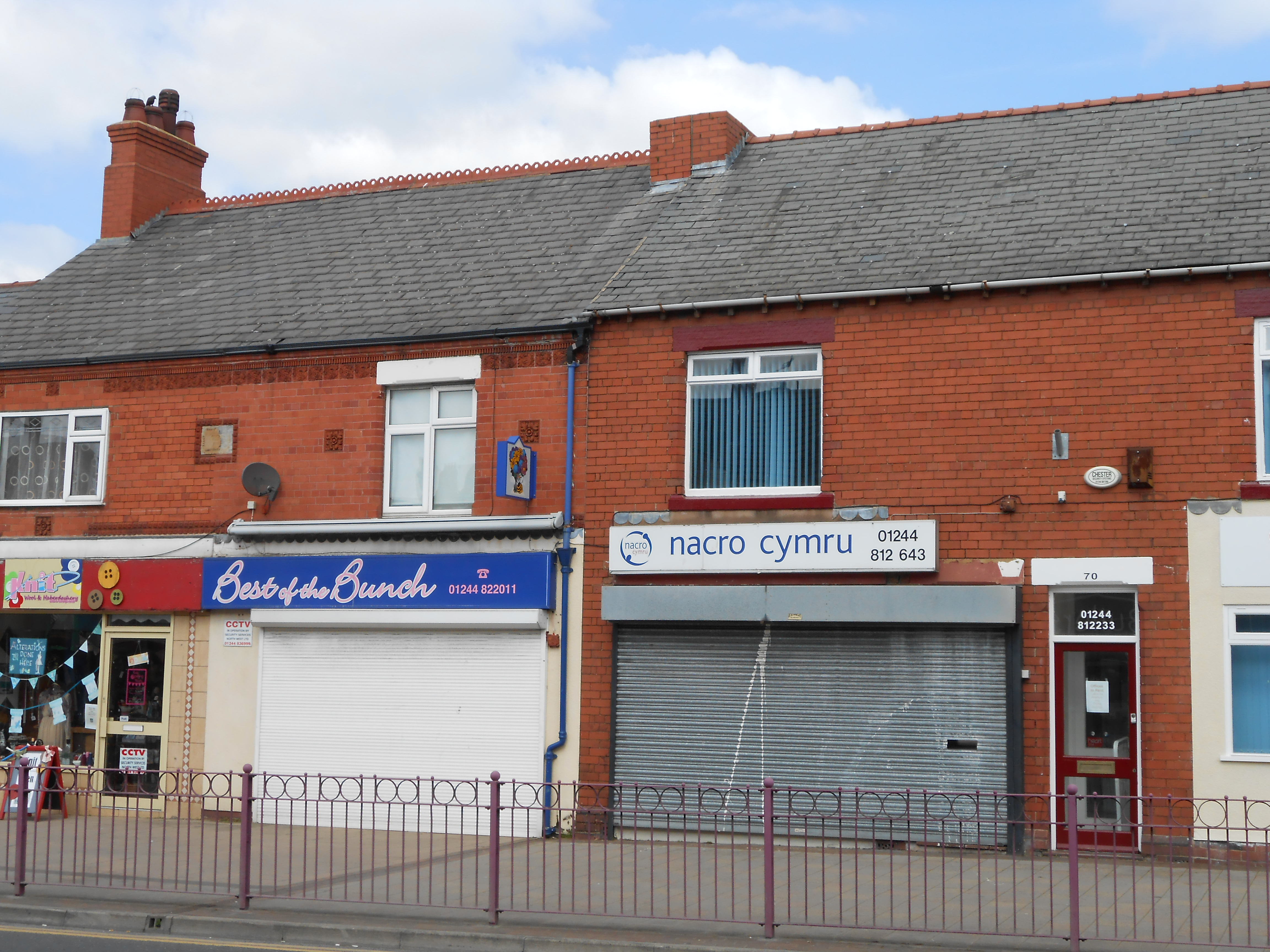
ساختمان ناکرو در ولز, واقع در جاده چستر غربی، شاتن، فلینت شایر، ولز

ناکرو (Nacro)، بنیاد خیریه ای است که در انگلستان و ولز در زمینه  عدالت اجتماعی فعالیت می‌کند. این بنیاد به‌طور رسمی با ساکرو (Sacro) در اسکاتلند یا نیاکرو (NIACRO) در ایرلند شمالی مرتبط نمی‌باشد.
خدمات این بنیاد، حوزه‌های آموزش، تأمین مسکن، درمان اعتیاد و جلوگیری از تخلف مجدد متخلفان و بزه کاران را در بر می‌گیرد.

## مقامات
ملکه الیزابت دوم حامی و تأمین کننده مالی بنیاد خیریه ناکرو می‌باشد .  رئیس این بنیاد لُرد دولاکیا است و مدیریت آن در دست نایجل چپمن قرار دارد.